# Тетишу (Салаж)
Тетишу (рум. Tetișu) насеље је у Румунији у округу Салаж у општини Филду Де Жос. Oпштина се налази на надморској висини од 399 m.

## Становништво
Према подацима из 2002. године у насељу је живело 348 становника.

### Попис2002.
| Расподела становништва по националности 2002.‍ | Расподела становништва по националности 2002.‍ | Расподела становништва по националности 2002.‍ | Расподела становништва по националности 2002.‍ | Расподела становништва по националности 2002.‍ |
| --------------------------------------------- | --------------------------------------------- | --------------------------------------------- | --------------------------------------------- | --------------------------------------------- |
|                                               |                                               |                                               |                                               |                                               |
| Румуни                                        | Румуни                                        |                                               | 13                                            | 3,7%                                          |
| Мађари                                        | Мађари                                        |                                               | 335                                           | 96,3%                                         |